# آیدمتسو کوسان
آیدمتسو کوسان (انگلیسی: Idemitsu Kosan) شرکت پالایش نفت ژاپنی است، که در سال ۱۹۱۲ توسط سازو آیدمتسو تأسیس شد.

## تاریخچه

### اوایل قرن بیستم
آیدمتسو شرکت را در سال ۱۹۱۱ تأسیس کرد و روغن روان‌کننده برای نیپون اویل در شمالی کیوشو به فروش می‌رساند. فروش او به روغن سوختی برای قایق‌های ماهیگیری در شیمونوسکی گسترش یافت.

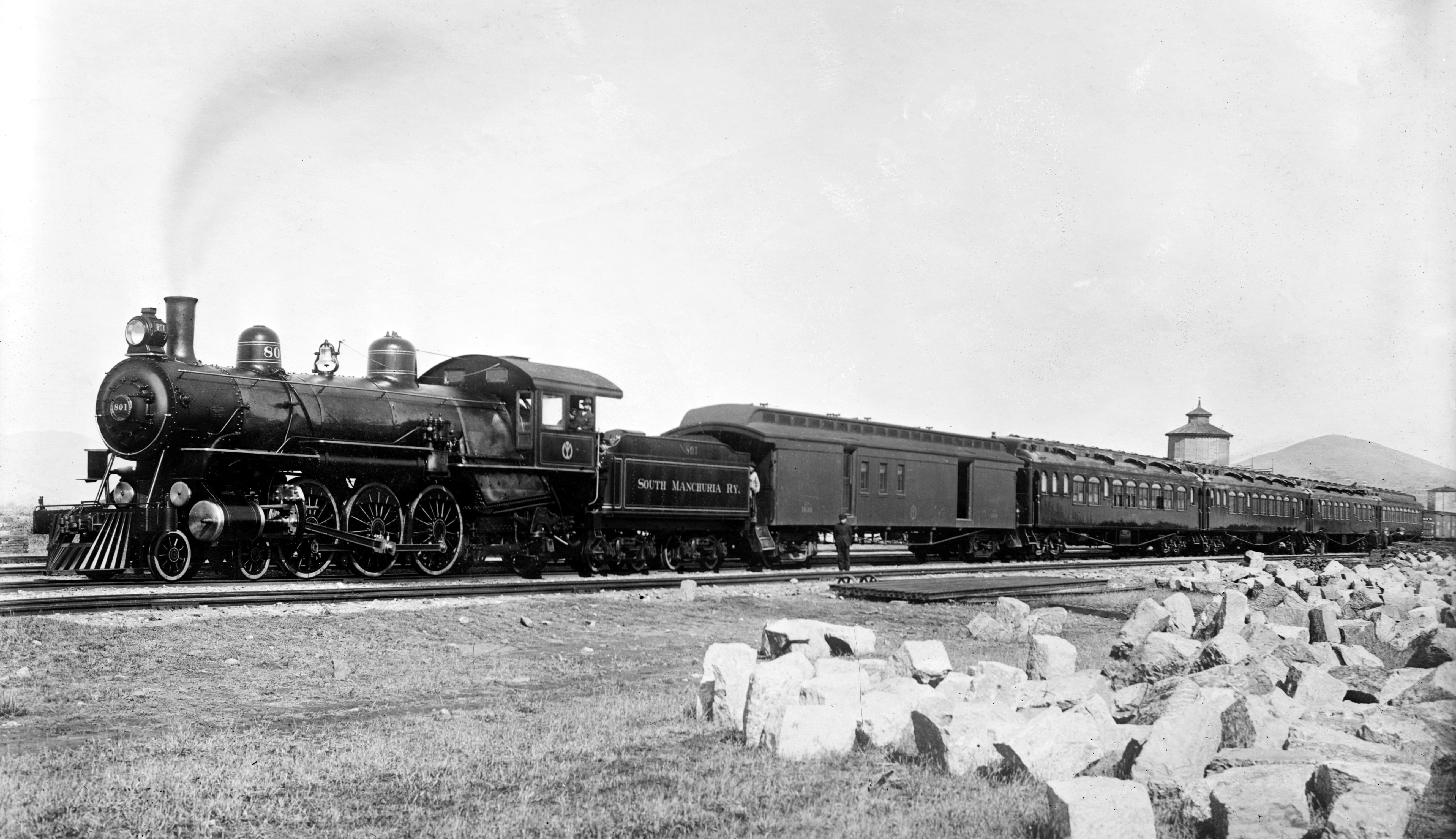
ایدمیتسو روغن روان‌کننده به راه‌آهن منچوری جنوبی تأمین می‌کرد.

پس از موفقیت در ژاپن، حوزه فعالیت آیدمتسو در سال ۱۹۱۴ به منچوری (چین) گسترش یافت و شرکت راه‌آهن منچوری جنوبی که متعلق به ژاپن بود، مشتری عمده روغن روان‌کننده شد. یک شعبه در دالیان، شمال‌شرقی چین افتتاح شد و آیدمتسو سعی کرد وارد بازار چین شود که توسط شرکت‌های غربی مانند استاندارد اویل و شرکت نفت آسیایی (یک زیرمجموعه شرکت شل) تسلط داشت. این شرکت از طریق شمال چین به کره و تایوان گسترش یافت.
بعد از تهاجم ژاپن به منچوری در سال ۱۹۳۲، تجارت نفت تحت کنترل دولت قرار گرفت و آیدمتسو مجبور شد فعالیت‌های خود را کاهش دهد. به جای آن، او به حمل و نقل با تانکر نفتی روی آورد. در سال ۱۹۴۰، دفتر مرکزی به توکیو منتقل شد و نام شرکت به آیدمتسو کوسان تغییر یافت. با گسترش نظامی ژاپن و پیوستن ایالات متحده به جنگ اقیانوس آرام، دولت کنترل تمامی صنایع را به دست گرفت.

### دوران پس از جنگ
بعد از جنگ، آیدمتسو کوسان تجارت خارجی خود را با اشغال ژاپن توسط متفقین از دست داد. این شرکت یکی از ده تأمین‌کننده نفت انتخاب شده توسط وزارت تجارت و صنعت بین‌الملل (MITI) بود و ارتباط خود را با نیپون اویل قطع کرد. آیدمتسو واردات نفت سفید را ابتدا از ایالات متحده و سپس از ونزوئلا و ایران آغاز کرد. قانون صنعت نفت ژاپن از آیدمتسو در برابر رقابت خارجی در ژاپن حمایت کرد، اما همچنین باعث شد که داشتن پالایشگاه نفتی برای این شرکت اهمیت پیدا کند. اولین پالایشگاه توکیاما در سال ۱۹۵۷ افتتاح شد. این شرکت سپس پالایشگاه نفتی چیبا را در سال ۱۹۶۳، پالایشگاه نفتی هیئوگو را در سال ۱۹۷۰، پالایشگاه نفتی هوکایدو را در سال ۱۹۷۳ و پالایشگاه نفتی آیچی را در سال ۱۹۷۵ افتتاح کرد.
در سال ۱۹۵۳، ایدمیتسو تانکر بزرگ خود نیسو مارو را به ایران فرستاد تا نفت خریداری کند. نخست‌وزیر ایران محمد مصدق اخیراً صنایع نفتی را ملی کرده بود و تحت تحریم بریتانیا قرار داشت (بحران آبادان). آیدمتسو توانست نفت را با ۳۰٪ پایین‌تر از قیمت بازار خریداری کند که باعث نارضایتی بریتانیا شد. این موضوع در میان مردم ژاپن محبوب شد اما آیدمتسو را در تقابل با دولت ژاپن قرار داد. در همان سال کودتای ۱۹۵۳ ایران رخ داد. در دهه ۱۹۶۰، آیدمتسو نفت خام از روسیه وارد کرد. باز هم توانست نفت را با ۴۰٪ پایین‌تر از قیمت بازار خریداری کند، اما این اقدام باعث خشم ایالات متحده شد که تصمیم گرفت آیدمتسو را در هنگام خرید سوخت برای جت‌های نظامی خود در ژاپن تحریم کند. آیدمتسو این تحریم را هدیه کریسمس عجیبی خواند اما آن را کاملاً بی‌اهمیت دانست. در سال ۱۹۷۸، این شرکت قراردادهای خود را با اتحاد جماهیر شوروی قطع کرد.
این شرکت همچنین با اتحادیه نفت ژاپن که توسط ام‌آی‌تی‌آی برای محدود کردن تولید تأسیس شده بود، درگیر شد و آیدمتسو حتی از این سازمان خارج شد. در سال ۱۹۶۵، اتحادیه دریانوردان اعتصاب کرد که اولین اعتصاب از نوع خود در ژاپن بود. این موضوع منجر به کمبود نفت شد. آیدمتسو سپس از سهمیه‌ها چشم‌پوشی کرده و با حداکثر سرعت شروع تولید کرد. هنگامی که کنترل قیمت و سهمیه‌های تولید در سال ۱۹۶۶ حذف شد، آیدمتسو دوباره به پی‌ای‌جی پیوست. برای راضی کردن ام‌آی‌تی‌آی، برادر کوچک سازو آیدمتسو، کیسوک آیدمتسو، به عنوان رئیس شرکت منصوب شد، در حالی که سازو به عنوان رئیس هیئت‌مدیره باقی ماند و کنترل واقعی را در دست داشت.

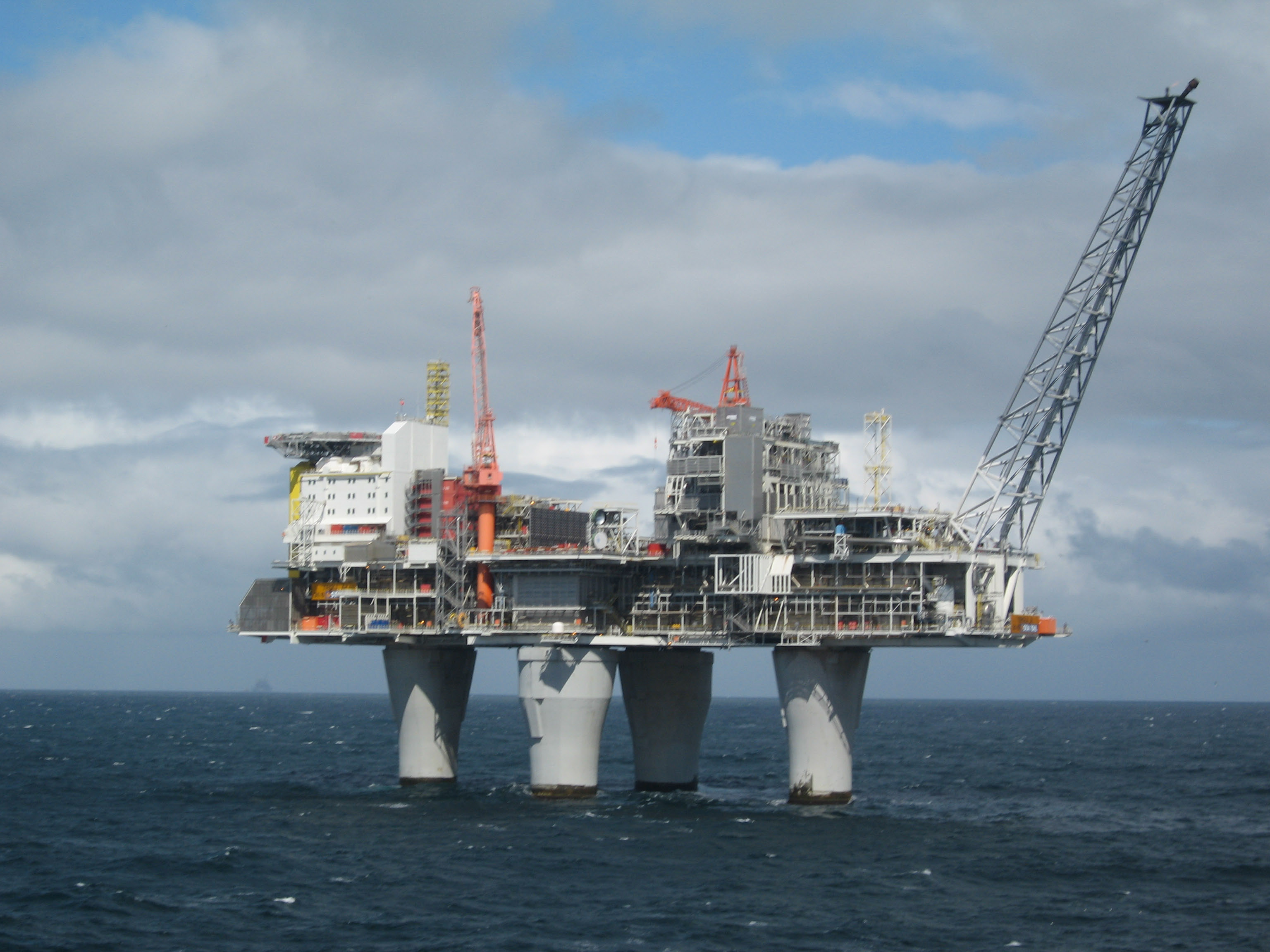
در سال ۱۹۹۲، آیدمتسو کوسان ساخت سکوی‌های نفتی در دریای شمال را آغاز کرد.

این شرکت به استراتژی ادغام عمودی خود ادامه داد و با افزودن تانکرهای بیشتر و افتتاح انبارهای نفت و مخازن سوخت، زنجیره تأمین کامل را کنترل کرد. در سال ۱۹۷۶، این شرکت حفاری برای نفت و گاز را در میدان آگا در استان نیگاتا (دریای ژاپن) آغاز کرد. تولید تجاری از سال ۱۹۸۴ آغاز شد. آیدمتسو به میدان‌های نفتی خارجی علاقه‌مند شد و در سال ۱۹۸۷، با همکاری شرکت فنلاندی نست اووای، یک میدان نفتی در جنوب‌شرقی ترکیه آغاز کرد. آیدمتسو سهمی از میدان نفتی اسنور در نروژ و در استرالیا به دست آورد و همچنین در حفاری‌های نفتی در سرتاسر جهان شرکت کرد.
این شرکت به بخش زغال‌سنگ نیز تنوع بخشید و زغال‌سنگ از استرالیا وارد کرده و معادن در ماسولبروک، نیو ساوت ولز و ابنیزر، کوئینزلند خریداری کرد. آیدمتسو بزرگ‌ترین شرکت معدن زغال‌سنگ ژاپن شد و سیستم کارتریج زغال‌سنگ را برای مصرف‌کنندگان کوچک توسعه داد. این شرکت بر روی آزمایش‌های نیروگاه ژئوترمال و استخراج اورانیوم در کانادا با همکاری کامی‌کو و کوجما کار کرد. کاهش شدید قیمت نفت در سال ۱۹۸۵ باعث شد که عملیات غیرنفتی آیدمتسو کمتر سودآور باشد.
محدودیت‌های واردات نفت در ژاپن دوباره به بحث گذاشته شد. همانند سال ۱۹۶۲، آیدمتسو از آزادسازی رقابت خارجی حمایت کرد که مخالف اکثر صنعت نفت ژاپن بود. در نهایت، دولت ژاپن به توافقی رسید که واردات آزاد را به تدریج باز کند و سهمیه‌های تولید پالایشگاه‌ها را لغو کند.
برای تنوع بخشیدن به کسب‌وکار خود پس از بحران‌های جهانی نفت، آیدمتسو در دهه ۱۹۸۰ شروع به توسعه تکنولوژی دیود نورگسیل ارگانیک کرد که در نهایت منجر به توسعه صفحه نمایش تمام رنگی ال‌ای‌دی شد که توسط شرکت پایونیر در اواخر دهه ۱۹۹۰ معرفی گردید. تکنولوژی آیدمتسو در نهایت توسط الکترونیک سامسونگ برای استفاده در گوشی‌های گلکسی نکسوس گوشی هوشمند تطبیق داده شد.

### دهه ۱۹۹۰ و اوایل دهه ۲۰۰۰

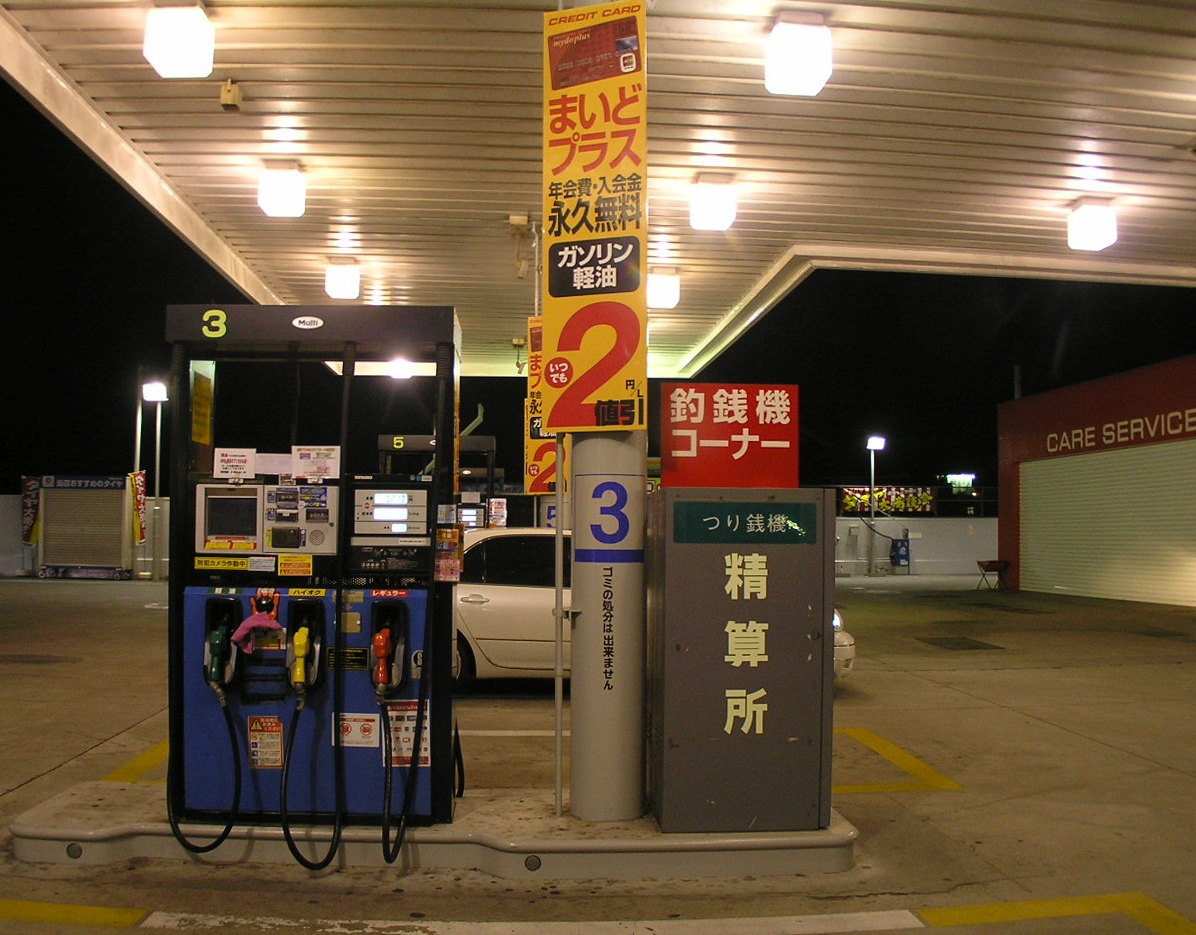
آیدمتسو در سال ۱۹۹۸، زمانی که در ژاپن پمپ‌های بنزین خودکار قانونی شد، به سرعت ایستگاه‌های سوخت‌گیری خودکار را افتتاح کرد.

تا سال ۱۹۹۷، آیدمتسو بزرگ‌ترین فروشنده سوخت نفتی در ژاپن بود که عمدتاً به دلیل سرمایه‌گذاری‌های رئیس‌جمهور شوکوزه آیدمتسو در دهه‌های ۱۹۸۰ و اوایل دهه ۱۹۹۰ بود. با این حال، این سرمایه‌گذاری‌ها شرکت را با بدهی‌های سنگین و رتبه اعتباری پرخطر مواجه کرد. آکیهیکو تِمبو، نخستین رئیس‌جمهور از خارج از خانواده بنیان‌گذار، چندین اصلاحات را برای بهبود وضعیت مالی شرکت اجرا کرد که شامل کاهش تخفیف‌های بازپرداختی بود که به توزیع‌کنندگان ارائه می‌شد. تِمبو همچنین برخی از بخش‌های عملیات شرکت را با شرکت میتسوبیشی و میتسویی شیمیکال ادغام کرد.
در دهه ۱۹۹۰، آیدمتسو شروع به افتتاح ایستگاه‌های خدماتی خارج از ژاپن، در پرتغال و پورتو ریکو، و همچنین کارخانه‌ای برای تولید روان‌ساز در ایالات متحده کرد. آزادسازی صنعت نفت با لغو قانون ویژه نفت پیشرفت‌های بزرگی داشت و پمپ‌های خودکار قانونی شدند. در اواخر دهه ۱۹۹۰، تقاضا در ژاپن به دلیل بحران اقتصادی طولانی کاهش یافت. صنعت نفت بیش از حد بزرگ شده بود و بسیاری از شرکت‌ها ادغام شدند. در آستانه هزاره سوم، آیدمتسو کوسان تنها شرکت بزرگ پالایش نفت در ژاپن بود که ادغام نشده بود. این شرکت به‌طور کامل در اختیار خانواده آیدمتسو و کارکنان شرکت قرار داشت. در سال ۱۹۹۴، یونی‌اویل به توزیع‌کننده انحصاری محصولات آیدمتسو در فیلیپین تبدیل شد.
در سال ۲۰۰۶، آیدمتسو کوسان به‌طور عمومی در بورس اوراق بهادار توکیو عرضه شد پس از یک عرضه عمومی اولیه (IPO)، که ۱۰۹٫۴ میلیارد ین جذب کرد.

### ادغام با شوا شل
در سال ۲۰۱۶، مدیریت آیدمتسو اعلام کرد که قصد دارد شرکت را با شوا شل کیسیو، پنجمین عمده‌فروش بزرگ نفت در ژاپن، ادغام کند. این معامله با مخالفت خانواده بنیان‌گذار آیدمتسو روبه‌رو شد که دلایل مختلفی برای این مخالفت ذکر شد، از جمله اختلافات مستمر میان خانواده آیدمتسو و تیم مدیریتی تِمبو، تفاوت‌های فرهنگی میان دو شرکت، مسائل ژئوپولیتیک (آیدمتسو به عنوان یکی از واردکنندگان بزرگ نفت ایران شناخته می‌شد در حالی که شوا شل همچنان به‌طور جزئی تحت مالکیت آرامکو سعودی باقی می‌ماند)، و فشار از سوی رقیب نیپون اویل که به‌طور همزمان در حال برنامه‌ریزی برای ادغام خود با جی‌اکس هولدینگز بود. بدون تأیید خانواده آیدمتسو برای یک ادغام کامل، مدیریت شرکت در دسامبر ۲۰۱۶، ۳۱٪ از سهام شوا شل را خریداری کرد و همکاری‌هایی در زمینه پالایش و لجستیک از آوریل ۲۰۱۷ آغاز نمود. در نهایت، آیدمتسو در سال ۲۰۱۹، فرایند خرید و ادغام شوا شل را تکمیل کرد.